# Jeanne Herviale
Jeanne Herviale, de son vrai nom  Jeanne Blanche Charlotte Charrier, est une actrice française née le 24 décembre 1908 dans le 18e arrondissement de Paris, et morte le 29 octobre 1989 à Pradines (Lot),.Elle est parfois créditée sous le nom de Jeanine Herviale ou Jeanne Hervialle.
Elle fait partie de ces comédiennes de second plan qui ont enrichi le cinéma français.

## Biographie
« Voleuse de scène », elle incarne la mère de Jean Carmet dans Comment réussir quand on est con et pleurnichard, la tante de Marie Trintignant qui n'hésite pas à la prostituer en échange d'un peignoir dans Série noire, la mère du truand Roger Morzini dans Inspecteur la Bavure ou encore une folle délirante dans Les Oreilles entre les dents notamment.
À la télévision, elle avait un rôle récurrent auprès d'Annie Cordy  dans Madame S.O.S.
Elle apparut également dans de nombreux spots publicitaires, tels que les pâtes Lustucru (la femme kidnappée par des extra-terrestres), ou encore le chocolat Crunch.

## Filmographie

### Cinéma
- 1942 : Étoiles de demain de René Guy-Grand (court métrage)
- 1945 : Le Père tranquille de René Clément : Marie
- 1947 : Les Maudits de René Clément - - N'apparait pas dans les copies actuellement visibles -
- 1948 : Clochemerle de Pierre Chenal : Honorine
- 1949 : Dieu a besoin des hommes de Jean Delannoy
- 1950 : Les Joyeux Pélerins de Fred Pasquali : Béatrice, la directrice du couvent
- 1951 : Le Jugement de Dieu de Raymond Bernard
- 1952 : Procès au Vatican d'André Haguet
- 1952 : Les Dents longues de Daniel Gélin et Marcel Camus
- 1952 : La neige était sale de Luis Saslavsky
- 1959 : Les Affreux de Marc Allégret
- 1962 : Les Amants de Teruel de Raymond Rouleau
- 1964 : Les Combinards de Jean-Claude Roy
- 1966 : Trois enfants dans le désordre de Léo Joannon : une ménagère
- 1966 : Paris brûle-t-il ? de René Clément
- 1968 : Erotissimo de Gérard Pirès
- 1970 : Chambre de bonne de Jean-Pierre Moulin (court métrage)
- 1973 : Elle court, elle court la banlieue de Gérard Pirès : la propriétaire
- 1973 : Themroc de Claude Faraldo : la mère de Themroc
- 1973 : Le Soleil qui rit rouge  (Life Speed) de Bruno-Mario Kirchner : Mme Halle
- 1974 : Comment réussir quand on est con et pleurnichard de Michel Audiard : Maman Robineau
- 1974 : La Gueule de l'emploi de Jacques Rouland
- 1974 : Les Noces de porcelaine de Roger Coggio
- 1975 : C'est dur pour tout le monde de Christian Gion : la concierge
- 1976 : Cours après moi que je t'attrape de Robert Pouret : la dame de la perception
- 1976 : Maîtresse de Barbet Schroeder : la concierge
- 1976 : Une femme à sa fenêtre de Pierre Granier-Deferre
- 1976 : Un mari, c'est un mari de Serge Friedman : Mme Lasblaise
- 1977 : Armaguedon d'Alain Jessua : la tenancière de l'hôtel d'Ostende
- 1977 : La Nuit de Saint-Germain-des-Prés de Bob Swaim
- 1978 : Violette Nozière de Claude Chabrol : la grand-mère
- 1978 : I love you, je t'aime (A Little Romance) de George Roy Hill : la femme à la station de métro
- 1979 : Série noire d'Alain Corneau : la tante
- 1979 : Gros-Câlin de Jean-Pierre Rawson : la concierge d'Irénée
- 1980 : Deux lions au soleil de Claude Faraldo : la logeuse
- 1980 : Douce enquête sur la violence de Gérard Guérin : la vieille dame
- 1980 : Du blues dans la tête de Hervé Palud - Film inédit - : Miss Doudoune
- 1980 : Inspecteur la Bavure de Claude Zidi : Denise Morzini, la mère de Roger, le bandit recherché
- 1982 : Mortelle Randonnée de Claude Miller : la tante de Vittel
- 1983 : Le Jeune Marié de Bernard Stora : la vieille dame
- 1984 : The Frog Prince / French Lesson de Brian Gilbert : Mme Duclos
- 1984 : La Vengeance du serpent à plumes de Gérard Oury : la voisine attentionnée
- 1984 : J'ai rencontré le Père Noël de Christian Gion : la grand-mère
- 1984 : Ave Maria de Jacques Richard
- 1985 : Dressage / Education perverse de Pierre B. Reinhard : Clémentine
- 1986 : Conseil de famille de Costa-Gavras
- 1987 : Flag de Jacques Santi : la grand-mère de Narcisse
- 1987 : Sale Destin de Sylvain Madigan
- 1987 : Les Oreilles entre les dents de Patrick Schulmann : Lydie, la vieille folle
- 1987 : Le Diable rose de Pierre B. Reinhard : Clémentine

### Télévision
- 1956 : En votre âme et conscience, épisode L'Affaire Hugues de Jean Prat
- 1959 : En votre âme et conscience :  L'Affaire Troppmann ou "les Ruines de Herrenfluh" de Claude Barma
- 1963 : La Route série télévisée de Pierre Cardinal
- 1964-1965 : Rocambole de Jean-Pierre Decourt (série TV) : "Maman" Fippart
- 1965 : Gaspard des montagnes de Claude Santelli et Jean-Pierre Decourt d'après Henri Pourrat : la mère de Gaspard
- 1972 : Pouchkine (d'après l'œuvre d'Henri Troyat), téléfilm de Jean-Paul Roux : Arina
- 1972 : L'homme qui revient de loin de Michel Wyn
- 1973 : Les Mohicans de Paris (d'Alexandre Dumas), feuilleton télévisé de Gilles Grangier : la mère Bordier
- 1973 : La Ligne de démarcation, épisode 1 Raymond (série télévisée) : Vieille dame
- 1974 : Les Cinq dernières minutes de Claude Loursais, épisode Rouges sont les vendanges : Blanche
- 1974 : Les Cinq dernières minutes de Claude Loursais, épisode Fausses notes : Madeleine
- 1975 : Salvator et les Mohicans de Paris (d'Alexandre Dumas), feuilleton télévisé de Bernard Borderie : la mère Bordier
- 1975 : Les Cinq Dernières Minutes, épisode Patte et griffe de Claude Loursais : la mère
- 1975 : Les Enquêtes du commissaire Maigret (série télévisée) épisode La Folle de Maigret de Claude Boissol
- 1975 : Commissaire Moulin, épisode La Peur des autres : la mère
- 1975 : Mamie Rose de Pierre Goutas : la gardienne
- 1978 : Les Cinq dernières minutes, épisode La Grande truanderie de Claude Loursais
- 1978 : Les Folies Offenbach, épisode La Valse oubliée de Michel Boisrond
- 1979 : Le Roi Muguet de Guy Jorré : la cuisinière
- 1982 : Madame S.O.S. (série TV) d'Alain Dhénaut : Armandine
- 1986 : Médecins de nuit de Nicolas Ribowski, épisode : Nuit de Chine (série télévisée)
- 1986 : L'Été 36 d'Yves Robert : Mère Mousseau

## Théâtre
- 1947 : Le Mal court de Jacques Audiberti, mise en scène Georges Vitaly, Théâtre Charles de Rochefort, Théâtre de Poche
- 1954 : Les Mystères de Paris d'Albert Vidalie d'après Eugène Sue, mise en scène Georges Vitaly, Théâtre La Bruyère
- 1955 : Un cas intéressant de Dino Buzzati, mise en scène Georges Vitaly, Théâtre La Bruyère
- 1955 : Anastasia de Marcelle Maurette, mise en scène Jean Le Poulain, Théâtre Antoine
- 1958 : Virage dangereux de John Boynton Priestley, mise en scène Raymond Rouleau, Théâtre Michel
- 1959 : La Descente d'Orphée de Tennessee Williams, mise en scène Raymond Rouleau, Théâtre de l'Athénée
- 1961 : La Peau de singe de Christine Arnothy, mise en scène François Maistre, Théâtre La Bruyère
- 1974 : Toller de Tankred Dorst, mise en scène Patrice Chéreau, TNP Théâtre national de l'Odéon
- 1975 : Lear d’Edward Bond, mise en scène Patrice Chéreau, TNP Villeurbanne, Théâtre national de Belgique, Théâtre national de l'Odéon